# Ours de Villard-de-Lans
Die Ours de Villard-de-Lans sind eine französische Eishockeymannschaft aus Villard-de-Lans, welche 1931 gegründet wurde und seit 2024 erneut in der Division 1, der zweithöchsten französischen Eishockeyliga, spielt. Seine Heimspiele trägt der Club im Patinoire municipale de Villard-de-Lans aus.

## Geschichte
Die Ours de Villard-de-Lans wurden 1931 gegründet. Ihr größter Erfolg in der Zeit vor den 2000er Jahren war abgesehen von zwei Junioren-Meistertiteln in den Jahren 1983 und 1986 der Gewinn der Coupe de France im Jahr 1977. Diesen Triumph konnte das Team 2003 nach 26 Jahren wiederholen, als man die Orques d’Anglet mit 3:2 nach Penaltyschießen besiegen konnte. Zuvor hatte das Team zwei Mal in Folge die Meisterschaft in der zweitklassigen Division 1 erreicht.
Seit dem Aufstieg 2002 spielte Villard-de-Lans stets erstklassig. In den ersten beiden Spielzeiten erreichte die Mannschaft die Plätze sieben und sechs. Anschließend wurde der Playoff-Modus im Anschluss an die reguläre Saison eingeführt und Villard-de-Lans verpasste den Einzug in die Playoffs als Elfter deutlich. In der Saison 2005/06 schieden die Ours nach einem siebten Platz in der regulären Saison bereits im Achtelfinale aus, während sie ein Jahr später das Viertelfinale erreichten. In der Saison 2007/08 folgte auf einen achten Platz in der regulären Saison das aus in der Qualifikationsrunde.
Am Ende der Saison 2013/14 beschloss der Verein, kein professionelles Team mehr aufzustellen, da die Finanzierung immer problematischer wurde. Eine der Hauptursachen dafür war der Rückzug des Hauptsponsors des Vereins, Daniel Huillier. Der Club zog sich in die Division 2 zurück.

## Erfolge
- Vizemeister Ligue Magnus: 1962, 1967, 1968, 1975, 1978
- Coupe de France: 1977, 2003
- Meister Division 1: 1953, 1958, 1960, 2001, 2002

## Bekannte ehemalige Spieler und Trainer
- / Corrado Micalef
- / Dennis Murphy
- Gaston Therrien
- Stéphane Barin
- Jiří Novák